# Dribbble
Dribbble é uma comunidade online para a exposição de conteúdo artístico. Funciona como uma plataforma de autopromoção e networking para design gráfico, web design, ilustração, fotografia, e outras áreas criativas. Foi fundada em 2009 por Dan Cederholm and Rich Thornett, tornando-se pública em 2010. É uma das maiores plataformas de partilha de conteúdo para designers, tendo cerca de 460,000 utilizadores,competindo diretamente com o Behance da Adobe Systems — sendo esta última a maior. A companhia está localizada em Salem (Massachusetts).

## Contas e Adesão
No início de suas atividades, o Dribbble funcionava apenas enquanto sistema de convites, onde estes eram entregues a artistas e designers para distribuírem livremente entre os seus pares. Havia também um serviço de inscrição por meio de pagamento mensal ou anual com recursos adicionais. Atualmente qualquer artista, designer ou profissional das áreas de artes criativas consegue criar uma conta e publicar seus trabalhos.

## Controvérsia
O sistema de convites gerou controvérsias na época. O sistema era utilizado como forma de controlar o crescimento da plataforma. Ao aderir ao site pela primeira vez o utilizador é categorizado como Prospect, apenas sendo possível expor trabalho quando este recebe um convite de outro utilizador. Isto provocou um debate entre a comunidade do design, muitas vezes descrevendo esta prática como uma forma de elitismo.

## Referencias
1. ↑  Google Maps
2. ↑  «Dribbble - Discover the World's Top Designers & Creative Professionals». dribbble.com. Consultado em 27 de dezembro de 2020